# 鋼心アルミより線

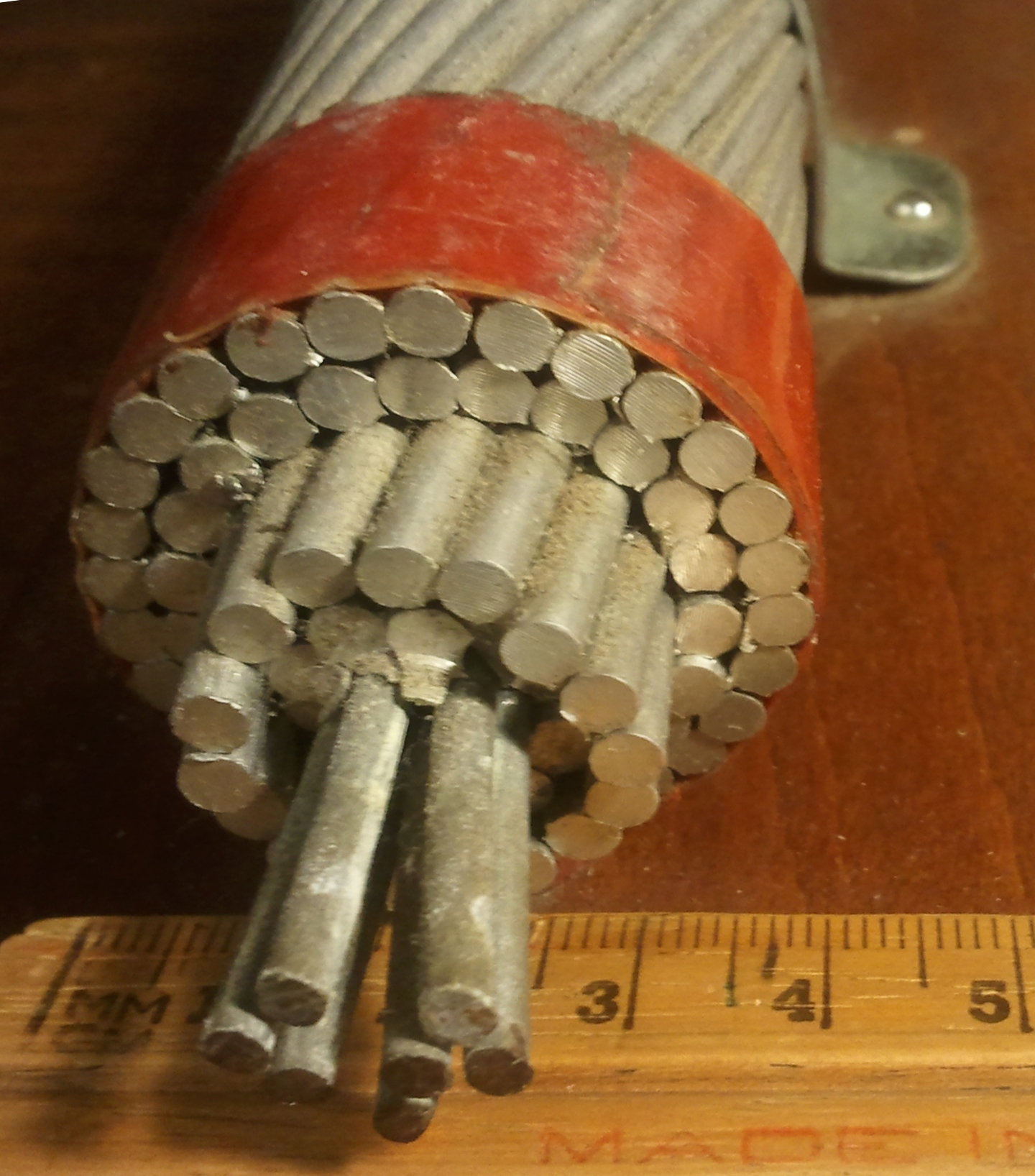
鋼心アルミより線のサンプル

鋼心アルミより線（こうしんアルミよりせん, Aluminum Conductors Steel Reinforced（ACSR））は亜鉛メッキ鋼線を中心に配置し、その周囲を硬アルミ線でより合わせた電線である。特徴として強度があり、かつ軽量であることから長距離送電用の電線として用いられている。

## 概要
アルミニウムは銅の約60%程の電気伝導率であるが密度は約1/3であるため、長さと質量が同じ線材ならばアルミ線は銅線の3倍の断面積となり、電気抵抗も1/2程度となる。電気抵抗が同程度でよければ、質量は半分にできる。